# Мойер, Джон
Джон Мойер (род. 30 ноября 1973 года) — текущий басист и бэк-вокалист рок-группы Disturbed. Он пришёл в группу после ухода Стива Кмака. Джон участвует в записи всех студийных альбомов (кроме Immortalized, так как был занят другими проектами), начиная с третьего  альбома Disturbed Ten Thousand Fists. После ухода группы в бессрочный отпуск, присоединился к группе Adrenaline Mob.

## История
Джон Мойер родился и вырос в Эль-Пасо, штат Техас. До Disturbed играл в группах The Union Underground и Soak
Джон является эндорсером компании Traben. Traben Havoc сделали для него его подписную бас-гитару John Moyer Signature 5. Также у Джона есть эндорсер с фирмой Kustom производящей его именные басовые кабинеты с напечатанным на фронте кабинета черепом охваченный огнём.

## Дискография

### Soak
- Omniphonic Globalnova (1995)
- Self-Titled (1997)
- Flywatt (1998)
- 2179 (1999)

### Union Underground
- An Education In Rebellion (2000)

### Disturbed
- Ten Thousand Fists (2005)
- Indestructible (2008)
- Asylum (2010)
- The Lost Children (2011)
- Live at Red Rocks (2016)